# Kavalett

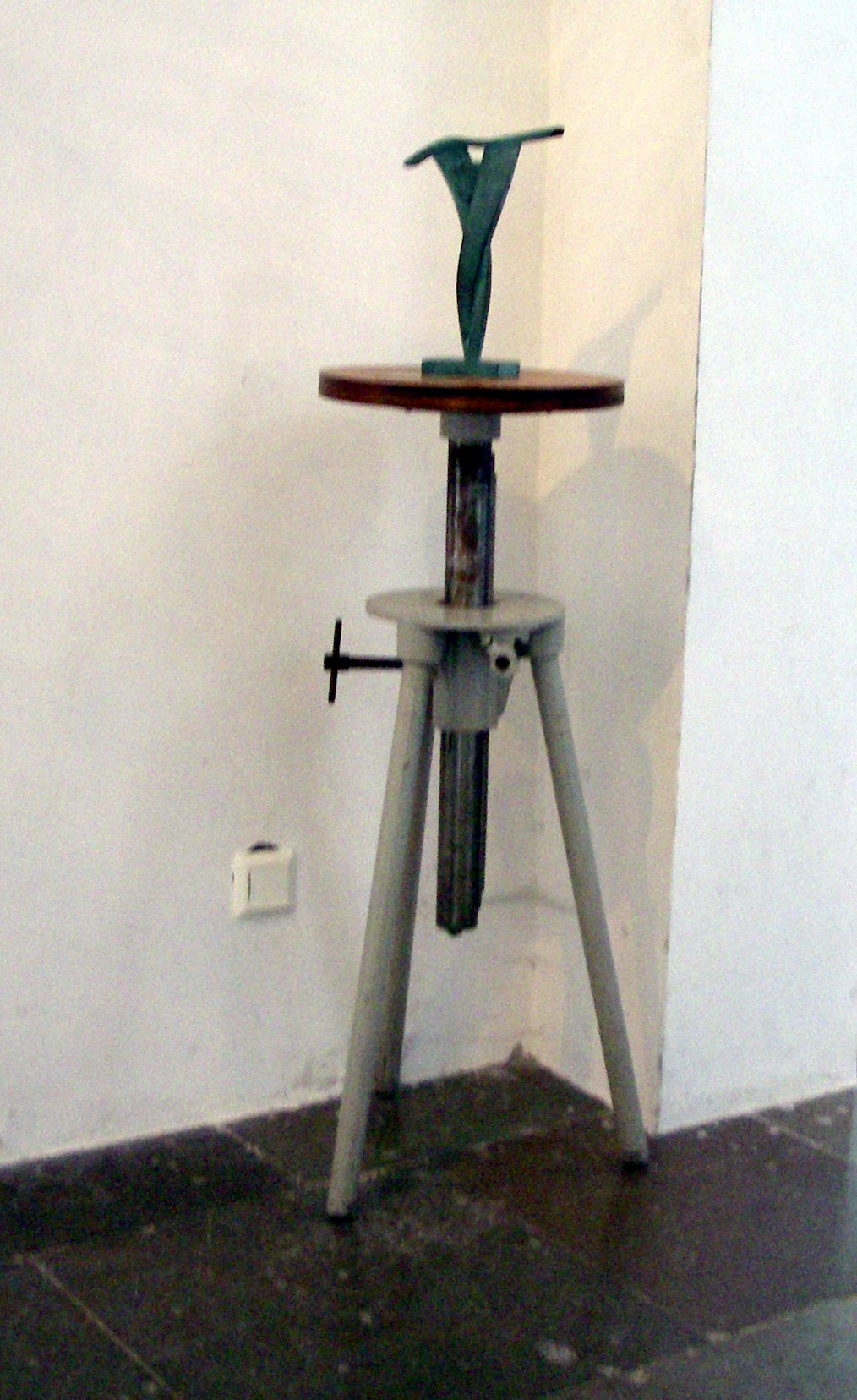
Kavalett.

Kavalett är ett arbetsredskap för modellering och skulpterarbete.
En kavalett är motsvarigheten till ett staffli för tredimensionella objekt och består av ett stativ och en roterbar arbetsplatta. Stativet utgörs av tre ben eller en fotplatta, att placeras på golv eller marken alternativt på bord eller arbetsbänk.
Ordet kommer från italienskans diminutivform av cavallo (häst). 

## Historik i Norden
En tidig form av kavalett introducerades i på nio- eller tiohundratalet med ankomsten av ny keramikteknik till Skåne från söder om Östersjön. Tidigare hade skånsk keramik i sin helhet byggts upp för hand; med den nya tekniken användes en kavalett som en primitiv drejskiva för att ge den slutliga avrundade formen.